# Estação Ferroviária de Marco de Canaveses
A estação ferroviária de Marco de Canaveses (nome anteriormente grafado como "Canavezes", forma com ocasional uso anacrónico posterior), originalmente e por vezes ainda conhecida apenas como do Marco, é uma interface da Linha do Douro, que serve a cidade de Marco de Canaveses, no Distrito do Porto, em Portugal.

## Descrição

### Localização e acessos
Esta interface situa-se na localidade de Marco de Canaveses, junto à Avenida Manuel Pereira Soares. É servida por uma praça de táxis, bem como uma paragem de autocarro, Estação, na carreira 3 do Urbmarco - Serviço de Autocarros Urbanos do Marco, operado pela Transdev. Conta ainda com um pequeno parque de estacionamento, em ampliado em 2021.

### Infraestrutura

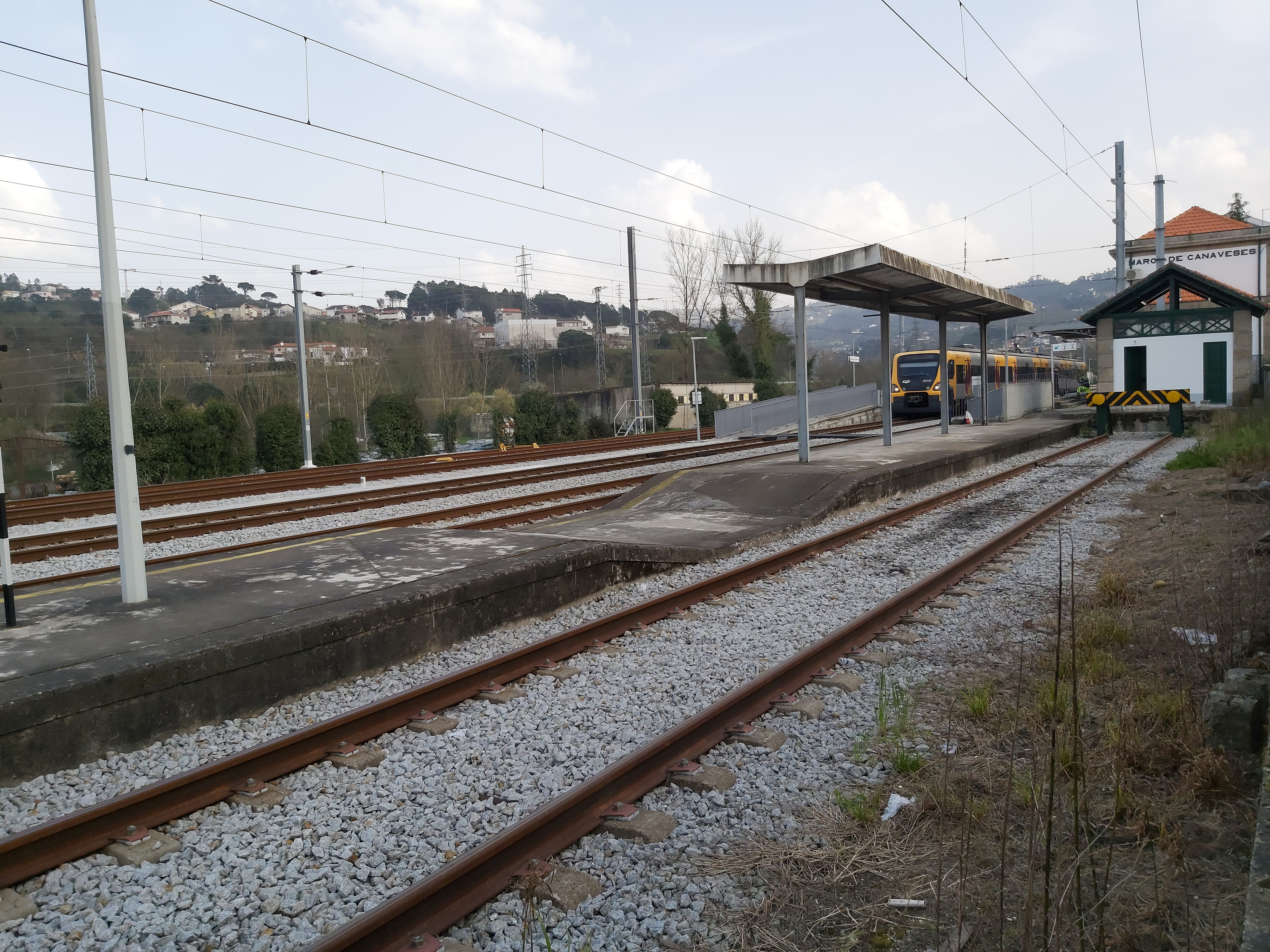
Vias e plataformas da estação de Marco de Canaveses, em 2021.

Esta interface apresenta três vias de circulação, identificadas como I, II, e III, com 191 a 260 m de extensão e acessíveis por plataforma de 150 m de comprimento e 90 cm de altura; existem ainda quatro vias secundárias (IV, VI, VII, e VIII, com comprimentos variando entre 75 a 350 m; excetuando via VII, todas as restantes estão eletrificadas em toda a sua extensão. O edifício de passageiros situa-se do lado sudoeste da via (lado esquerdo do sentido ascendente, a Barca d’Alva). Conta com uma bilheteira, bem como uma máquina de validação e venda de bilhetes automática. A estação é acessível a pessoas de mobilidade reduzida e conta com WC adaptado. Tem uma pequena sala de espera.
A estação de Marco de Canaveses, enquanto término da rede eletrificada, é um importante ponto de câmbio nas características da via férrea e do seu uso:
| característica | descendente | descendente   | ascendente | ascendente |
| -------------- | ----------- | ------------- | ---------- | ---------- |
| eletrificação  | Ermesinde   | 25 kV ~ 50 Hz | —          | Pocinho    |
| reg. expl.     | Caíde       | RCI           | RCT        | Pocinho    |
| comunicações   | Caíde       | GSM-P         | —          | Pocinho    |
| con. aut. vel. | Caíde       | EBICAB        | —          | Pocinho    |

### Serviços
Em dados de 2023, esta interface é servida por comboios de passageiros da C.P. de tipo urbano no serviço “Linha do Marco”, tipicamente com 19 circulações de e para Porto-São Bento que têm aqui seu término, e de tipo regional, com uma circulação diária em cada sentido entre Porto-São Bento e Régua.

## História

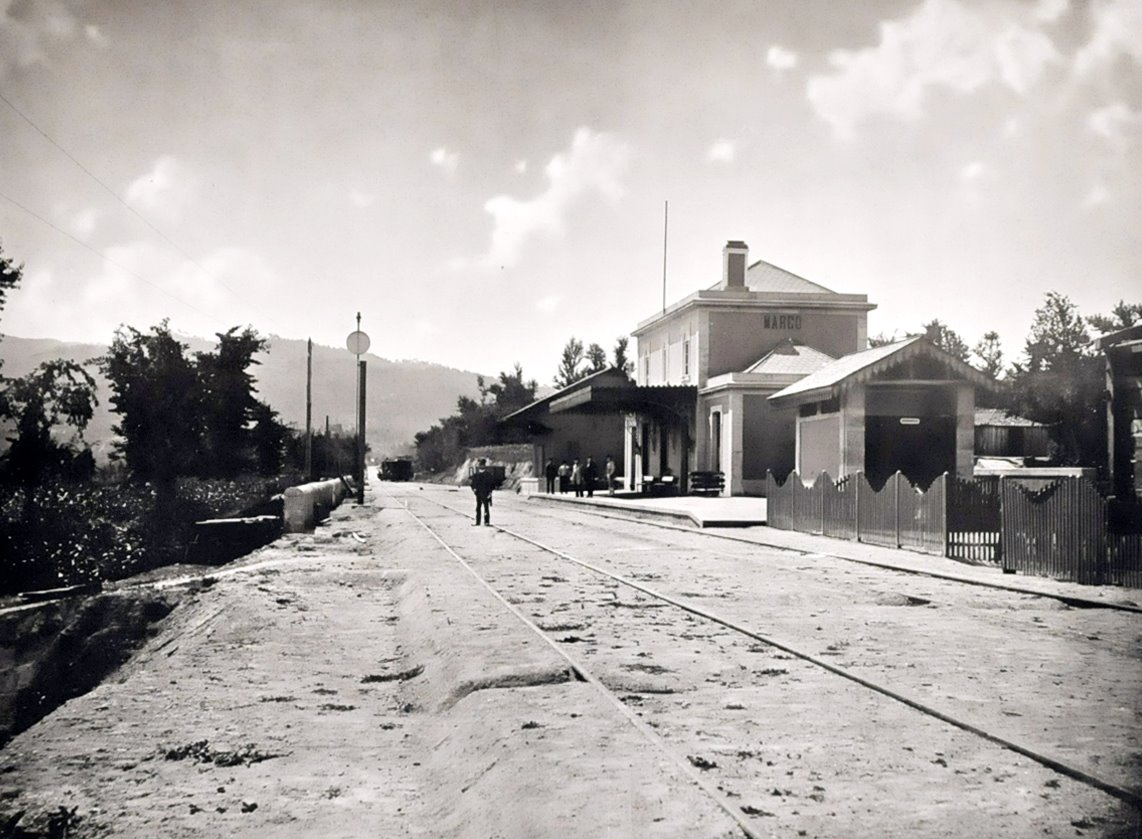
Vista da estação na década de 1880, quando ainda era denominada apenas de Marco.

Esta estação faz parte do troço da Linha do Douro entre Caíde e Juncal, que foi inaugurado em 15 de Setembro de 1878.
Um diploma do Ministério das Comunicações publicado no Diário do Governo n.º 90, II Série, de 19 de Abril de 1948, aprovou um projecto da Companhia dos Caminhos de Ferro Portugueses para a ampliação desta estação. No XIII Concurso das Estações Floridas, em 1954, a estação foi premiada com uma menção honrosa especial. Em meados de 1968, a Companhia dos Caminhos de Ferro Portugueses estava a preparar um contrato para a renovação de vários troços, incluindo uma intervenção parcial entre Marco de Canaveses e Ermesinde.
Segundo dados oficiais publicados em Janeiro de 2011, a estação possuía três vias de circulação, duas com 316 e uma com 374 m de comprimento, e duas plataformas, com 138 e 210 m de comprimento, e uma altura de 30 cm — valores mais tarde alterados para os atuais.

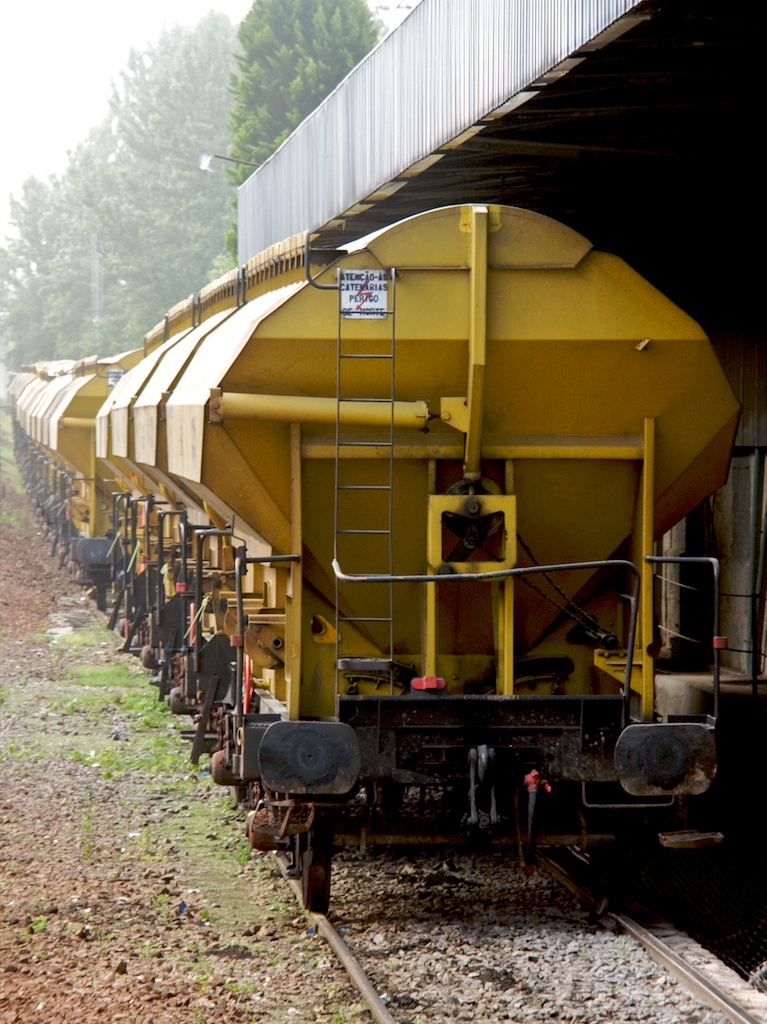
Vagões de cereais na estação do Marco em 2008.

Em 12 de Fevereiro de 2016, o Ministro do Planeamento e das Infraestruturas anunciou publicamente a criação do Plano de Investimentos Ferroviários – Ferrovia 2020, ao abrigo do qual deveriam ser construídas novas vias férreas e a remodelação de diversos lanços, tendo uma das obras previstas para 2017 sido a modernização da via férrea entre Réguae Marco de Canaveses. Previa-se que aquela intervenção iria custar cerca de 46 milhões de Euros. Em Novembro de 2017, a operadora Rede Ferroviária Nacional anunciou a intenção de encerrar o lanço entre Caíde e Marco de Canaveses e  durante cerca de três meses, de forma a proceder à sua modernização sem ter os problemas relativos à circulação dos comboios, sendo os serviços de passageiros substituídos por autocarros. Porém, esta solução foi criticada pelo presidente da Câmara Municipal da Régua, José Manuel Gonçalves, que referiu o impacto negativo que esta interrupção iria causar na procura devido à necessidade de transbordos duplos, principalmente no mercado turístico. Além disso, manifestou as suas dúvidas em relação aos prazos anunciados pela REFER: «pela experiência que tenho naquilo que vejo das obras ferroviárias, os prazos nunca são cumpridos e os três meses podem ser um ano». O autarca do município de Mesão Frio, Alberto Pereira, também se manifestou contra a intenção daquela empresa, que classificou como «muito má, tanto para os turistas como para as populações», tendo sugerido que em vez disso as obras fossem feitas durante as horas em que aquele lanço não tinha movimento.
Em 4 de Fevereiro de 2018, um comboio com destino a uma unidade da CIMPOR descarrilou à saída da estação, não tendo provocado feridos, mas parte da plataforma ficou destruída.

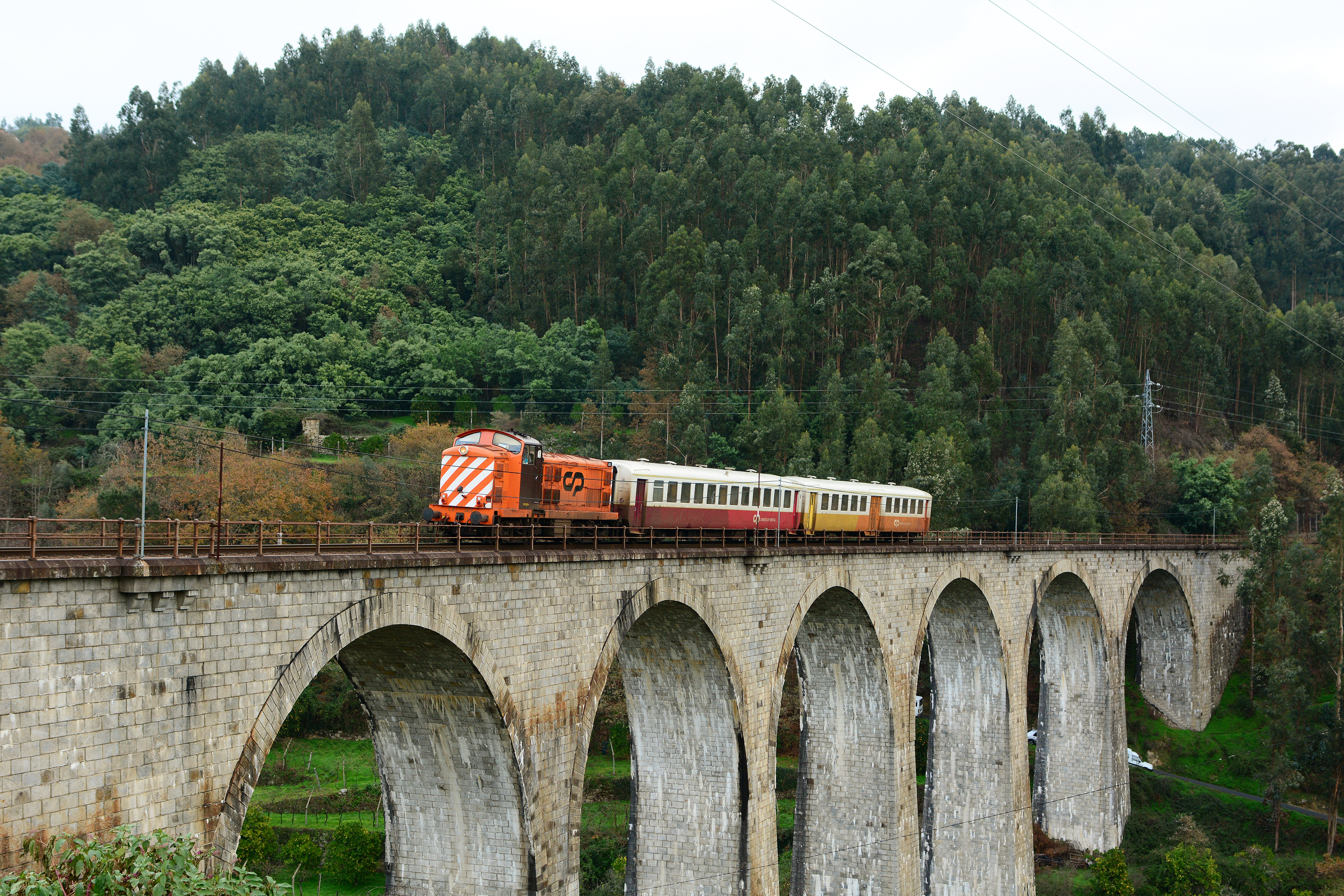
Regional -Marco em Dezembro de 2018, com carruagens clássicas.

Entre os finais de Novembro de 2018 e Março de 2019, a operadora Comboios de Portugal colocou ao serviço carruagens Schindler da década de 1940 nos comboios entre o Pocinho e Marco de Canaveses, durante as obras de electrificação do lanço entre esta estação e Caíde. Esta medida deveu-se ao mau estado de conservação das automotoras espanholas alugadas a Portugal, que provoca avarias frequentes naqueles veículos. Em Outubro de 2018, a empresa Infraestruturas de Portugal anunciou que iria abrir os concursos para a instalação de novos sistemas de sinalização e controlo em vários lanços da rede ferroviária, incluindo no lanço entre Régua e Marco de Canaveses, no âmbito do programa Ferrovia 2020.
A 15 de Julho de 2019 foi inaugurada a electrificação do troço Caíde-Marco de Canaveses, possibilitando a chegada dos comboios urbanos da à estação marcoense, que passou a ser términus de uma das linhas da CP Porto.
Em 11 de Setembro de 2019, António Costa garantiu, durante a sua campanha eleitoral, que as obras da electrificação entre a Régua e Marco de Canaveses iriam ter início no final do ano. No entanto, em Novembro desse ano, a empresa Infraestruturas de Portugal suspendeu várias obras que eram consideradas prioritárias como parte do programa Ferrovia 2020, incluindo a electrificação daquele lanço da Linha do Douro. O Ministro das Infraestruturas, Pedro Nuno Santos, afirmou que neste caso o problema tenha sido a falta de qualidade do projecto, que teve de ser refeito por um novo projectista.
 

Tiveram início em fevereiro de 2021 obras orçadas em 715 mil euros para ampliar o parque de estacionamento da estação com mais 130 lugares e a construção de um edifício de suporte, bem como para o melhoramento da área envolvente à estação através da criação de uma ARU (Área de Reabilitação Urbana), no âmbito de uma empreitada de 775 mil euros que visou beneficiar as duas estações do concelho (esta e a de Marco de Canaveses).

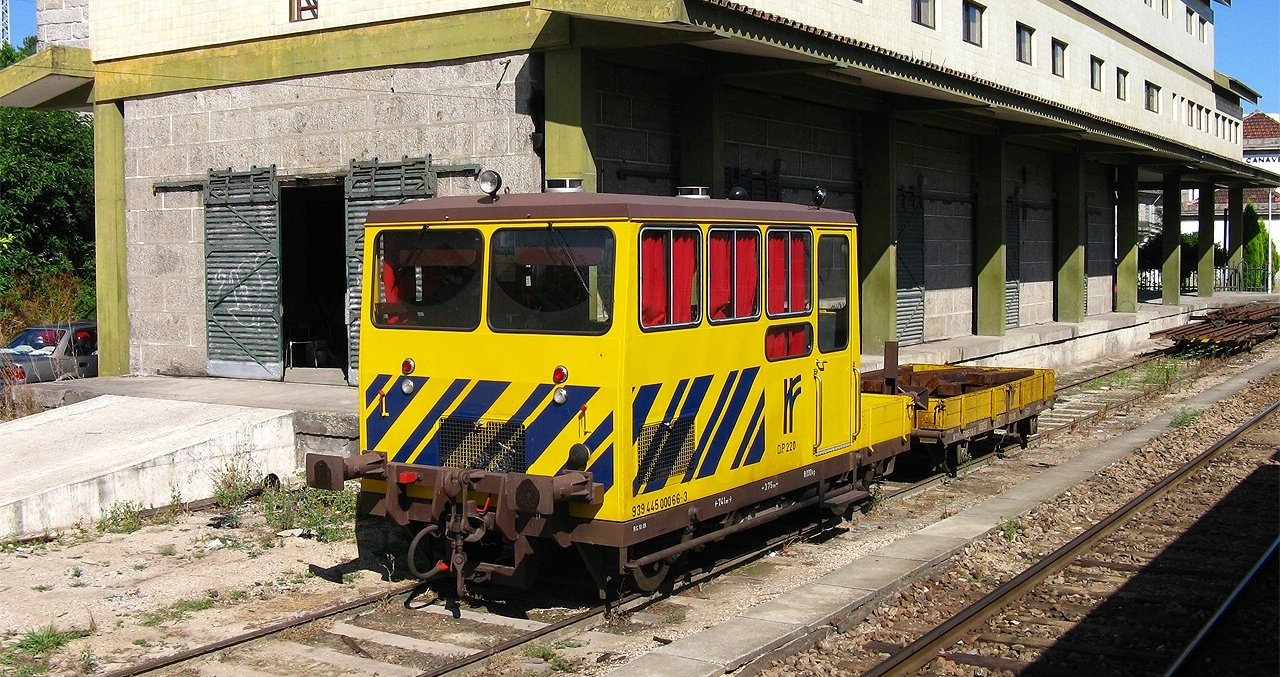
Dresine da Refer na estação, em 2009.